# Шоже
Шоже (фр. Chaugey) насеље је и општина у источном делу централне Француске у региону Бургоња, у департману Златна обала која припада префектури Монбар.
По подацима из 2011. године у општини је живело 23 становника, а густина насељености је износила 3,34 становника/km². Општина се простире на површини од 6,89 km². Налази се на средњој надморској висини од 468 метара (максималној 468 m, а минималној 325 m).

## Демографија
| 1962. | 1968. | 1975. | 1982. | 1990. | 1999. | 2011. |
| ----- | ----- | ----- | ----- | ----- | ----- | ----- |
| 40    | 52    | 41    | 25    | 19    | 13    | 23    |

График промене броја становника у току последњих година